# Kamienna, tỉnh Zachodniopomorskie
Kamienna [kaˈmjɛnna] là một khu định cư ở khu hành chính của Gmina Biały Bór, thuộc hạt Szczecinek, West Pomeranian Voivodeship, ở phía tây bắc Ba Lan. Nó nằm khoảng 6 km (4 mi) phía tây nam Biały Bór, 19 km (12 mi) về phía bắc Szczecinek và 153 km (95 mi) về phía đông của thủ phủ khu vực Szczecin.
Trước năm 1945, khu vực này là một phần của Đức. Khu định cư có dân số 20 người.